# 신라초등학교
신라초등학교는 대한민국 경상북도 경주시 사정동에 있는 공립 초등학교이다.

## 학교 연혁
- 1989년 3월 2일 사정국민학교 개교
- 1989년 6월 1일 신라국민학교로 교명 변경
- 1996년 3월 1일 신라초등학교로 교명 변경
- 1998년 3월 1일 율동초등학교 본교로 통합
- 2014년 9월 1일 제11대 이봉수 교장 부임
- 2016년 2월 12일 제 27회 졸업
- 2017년 3월 1일 초등6학급, 특수1학급, 유치원 1학급 편성 운영

## 참고 자료
- 신라초등학교 - 한국교육학술정보원 학교알리미